# Макаров, Георгий Андрианович
Георгий Андрианович Макаров (14.04.1897, с. Коргуза — 19.03.1978, Одесса) — советский военачальник. Генерал-лейтенант артиллерии.

## Биография
Родился в 1897 году. По документам местом рождения является Татарская АССР, Теньковский р-н, с. Коргуза (Казанская губ., Свиужский уезд, д. Кургуза). Участвовал в Гражданской войне в России и Великой Отечественной войне. В мае 1916 года был призван в армию, отслужив поступил на службу в Рабоче-Крестьянскую Красную Армию в 1918 году. Принимал участие в военных действия, протекающих на Западной Украине в 1939 году. В 1940 году в Литовской ССР был расквартирован стрелковый корпус, в котором Георгий Андрианович был назначен начальником артиллерии. За годы Отечественной войны отличился в боях при обороне Ленинграда, возглавлял артиллерию Невской оперативной группы, был назначен командующим артиллерией 6-й Гвардейской армии. За боевые заслуги в 1942 году Макарову присвоено звание генерала-майора, а через два года — генерала-лейтенанта артиллерии. По окончании Отечественной войны на Прибалтийском фронте командовал артиллерией. В 1945 году командовал артиллерией 1-го Прибалтийского фронта. С 09.08.1945 - командующий артиллерией 25-й армии 1-го ДВФ.
В наступательной операции армии во второй половине июня 1944 года части под командованием Макарова разрушили эшелонированной обороны противника, уничтожили и подавили технику. За все время наступления артиллерия сохраняла полное взаимодействие со всеми видами войск. Военная работа артиллерии отмечена в приказе Верховного главнокомандующего от 24 июня 1944 года.
В 1947 году уволен в запас  по состоянию здоровья с должности заместителя командующего артиллерией Одесского военного округа.  Умер в 1978 году. Похоронен на Втором Христианском кладбище Одессы.

## Награды
| Перечень наград |                                     |
| 10.11.1941      | Орден Красного Знамени              |
| 17.01.1942      | Орден Красного Знамени              |
| 17.04.1943      | Орден Отечественной войны I степени |
| 22.07.1944      | Орден Суворова II степени           |
| 03.11.1944      | Орден Красного Знамени              |
| 21.02.1945      | Орден Ленина                        |
| 29.06.1945      | Орден Кутузова II степени           |
| 08.09.1945      | Орден Суворова II степени           |
| 1932            | Юбилейная медаль: «20 лет РККА»     |
| 1942            | Медаль: «За оборону Ленинграда»     |